# Ronde van Vlaanderen 1945
De 29ste editie van de Ronde van Vlaanderen werd verreden op 10 juni 1945 over een afstand van 222 km van Gent naar Wetteren. De gemiddelde uursnelheid van de winnaar was 34,960 km/h. Van de 91 vertrekkers bereikten er 31 de aankomst.

## Koersverloop
Een zware koers dunde het peloton uit en een kopgroep van 23 renners reed naar de aankomst. Sylvain Grysolle sprong weg en bereikte alleen de aankomstlijn.

## Hellingen
- Kwaremont
- Kruisberg
- Edelareberg

## Uitslag
| Rang | Renner                    | Land   | Ploeg          | Tijd     |
| ---- | ------------------------- | ------ | -------------- | -------- |
| 1    | Sylvain Grysolle          | België | geen           | 6h21'00" |
| 2    | Albert Sercu              | België | Dilecta-Wolber | 15"      |
| 3    | Joseph Moerenhout         | België | Dilecta-Wolber | z.t.     |
| 4    | Martin Van Den Broeck     | België | geen           | z.t.     |
| 5    | Arthur Mommerency         | België | geen           | z.t.     |
| 6    | Edward Van Dijck          | België | geen           | z.t.     |
| 7    | Eugeen Jacobs             | België | geen           | z.t.     |
| 8    | Odiel Van Den Meersschaut | België | geen           | z.t.     |
| 9    | Robert Van Eenaeme        | België | geen           | z.t.     |
| 10   | Emiel Faingnaert          | België | Groene Leeuw   | z.t.     |

1913 · 
1914 · 
1915 · 
1916 · 
1917 · 
1918 · 
1919 · 
1920 · 
1921 · 
1922 · 
1923 · 
1924 · 
1925 · 
1926 · 
1927 · 
1928 · 
1929 · 
1930 · 
1931 · 
1932 · 
1933 · 
1934 · 
1935 · 
1936 · 
1937 · 
1938 · 
1939 · 
1940 · 
1941 · 
1942 · 
1943 · 
1944 · 
1945 · 
1946 · 
1947 · 
1948 · 
1949 · 
1950 · 
1951 · 
1952 · 
1953 · 
1954 · 
1955 · 
1956 · 
1957 · 
1958 · 
1959 · 
1960 · 
1961 · 
1962 · 
1963 · 
1964 · 
1965 · 
1966 · 
1967 · 
1968 · 
1969 · 
1970 · 
1971 · 
1972 · 
1973 · 
1974 · 
1975 · 
1976 · 
1977 · 
1978 · 
1979 · 
1980 · 
1981 · 
1982 · 
1983 · 
1984 · 
1985 · 
1986 · 
1987 · 
1988 · 
1989 · 
1990 · 
1991 · 
1992 · 
1993 · 
1994 · 
1995 · 
1996 · 
1997 · 
1998 · 
1999 · 
2000 · 
2001 · 
2002 · 
2003 · 
2004 · 
2005 · 
2006 · 
2007 · 
2008 · 
2009 · 
2010 · 
2011 · 
2012 · 
2013 · 
2014 · 
2015 · 
2016 · 
2017 · 
2018 · 
2019 · 
2020 · 
2021 · 
2022 · 
2023 · 
2024
Lijst van beklimmingen